# Championnat de Turquie de football de deuxième division 2005-2006
Navigation
2. Futbol Ligi A 2004-2005 Türk Telekom Lig A 2006-2007
Le championnat de Turquie de football D2 2005-2006 est un championnat qui oppose des équipes de football de deuxième division turque en 2005-2006. Le championnat oppose dix-huit clubs en une série de rencontres jouées durant la saison de football.
Les deux premières places de ce championnat permettent d'accéder directement en Süper Lig la saison suivante. Les quatre équipes suivantes sont qualifiées pour les barrages de promotion, qui déterminent la troisième équipe promue.

## Classement
mis à jour le 14 mai 2006  
| Rang | Équipe                 | Pts | J  | G  | N  | P  | Bp | Bc | Diff |
| ---- | ---------------------- | --- | -- | -- | -- | -- | -- | -- | ---- |
| 1    | Bursaspor              | 71  | 34 | 21 | 8  | 5  | 56 | 26 | +30  |
| 2    | Antalyaspor            | 67  | 34 | 20 | 7  | 7  | 68 | 34 | +34  |
| 3    | Altay                  | 64  | 34 | 18 | 10 | 6  | 54 | 39 | +15  |
| 4    | Sakaryaspor R          | 60  | 34 | 17 | 9  | 8  | 54 | 36 | +18  |
| 5    | İstanbulsporR          | 54  | 34 | 16 | 6  | 12 | 58 | 35 | +23  |
| 6    | OrdusporP              | 54  | 34 | 14 | 12 | 8  | 53 | 42 | +11  |
| 7    | İstanbul BB            | 52  | 34 | 13 | 13 | 8  | 43 | 31 | +12  |
| 8    | Türk Telekom           | 45  | 34 | 11 | 12 | 11 | 40 | 40 | 0    |
| 9    | Kocaelispor            | 45  | 34 | 11 | 12 | 11 | 41 | 41 | 0    |
| 10   | Elazığspor             | 45  | 34 | 11 | 12 | 11 | 40 | 45 | -5   |
| 11   | Mardinspor             | 43  | 34 | 11 | 10 | 13 | 38 | 41 | -3   |
| 12   | Gaziantep BB P         | 41  | 34 | 12 | 5  | 17 | 47 | 52 | -5   |
| 13   | Karşıyaka              | 41  | 34 | 10 | 11 | 13 | 47 | 49 | -2   |
| 14   | Uşakspor P             | 40  | 34 | 11 | 7  | 16 | 40 | 54 | -14  |
| 15   | Akçaabat SebatsporR    | 34  | 34 | 7  | 13 | 14 | 37 | 54 | -17  |
| 16   | Mersin İdman Yurdu     | 29  | 34 | 6  | 11 | 17 | 30 | 54 | -24  |
| 17   | Yozgatspor             | 28  | 34 | 6  | 10 | 18 | 32 | 55 | -23  |
| 18   | Çanakkale Dardanelspor | 19  | 34 | 5  | 4  | 25 | 23 | 73 | -50  |

Promotions et relégations
- Montée en Turkcell Süper Lig 2006-2007
- Barrage de promotion pour Turkcell Süper Lig 2006-2007
- Relégation en İddaa Lig B

Abréviations
R : Relégué de Turkcell Süper Lig 2004-2005

P : Promu de İddaa Lig B

## Barrage de promotion

### Demi-finales 3-6
| 20 mai 2006 | Altay     | 1-0 | Orduspor |                   |                   |
| 20 h 0      |           |     |          | 19 Mayıs (Ankara) | 19 Mayıs (Ankara) |
| 20 h 0      | (rapport) |     |          | 19 Mayıs (Ankara) | 19 Mayıs (Ankara) |

### Demi-finales 4-5
| 21 mai 2006 | Sakaryaspor | 2-2 | İstanbulspor |                   |                   |
| 20 h 0      |             |     |              | 19 Mayıs (Ankara) | 19 Mayıs (Ankara) |
| 20 h 0      | (rapport)   |     |              | 19 Mayıs (Ankara) | 19 Mayıs (Ankara) |

### Finale
| 24 mai 2006 | Altay     | 1-4 | Sakaryaspor |                   |                   |
| 20 h 0      |           |     |             | 19 Mayıs (Ankara) | 19 Mayıs (Ankara) |
| 20 h 0      | (rapport) |     |             | 19 Mayıs (Ankara) | 19 Mayıs (Ankara) |

## Sources
- Site officiel de la TFF